# Коджабашия
Коджабашията (на гръцки: κοτζαμπάσηδες; на турски: hocabaṣı) е селски кмет, своеобразен старейшина и местен първенец в Османска Румелия.  Етимологията е турска: koca = голям(а) + baṣ = глава. В Османска Сърбия хората със сходно положение (специално в Босненския еялет) са известни като оборкнезове (от характерната и за Северозападна България титла кнез).
Коджабашиите на Пелопонес по време на Гръцка война за независимост са чифликчии и се съюзяват с фанариотите и едрите гръцки корабособственици от остров Идра срещу подкрепящите действията на Филики Етерия бивши войници - арматоли и разбойници - клефти.